# Littérature française du XXIe siècle
 (février 2011).
- Si vous ne connaissez pas le sujet, laissez ce bandeau (vous pouvez alors contacter les auteurs).
- Si vous supprimez le contenu mis en cause (vous pouvez préalablement contacter les auteurs),

argumentez précisément cette suppression dans la page de discussion
(un manque de référence n'est pas un argument ; une recherche réelle de référence doit avoir été effectuée, être formellement documentée).
 (février 2011).
 (avril 2017).
La littérature française du XXIe siècle désigne la littérature française de l'année 2001 à nos jours.

## Généralités
Le phénomène de mondialisation peut permettre un mélange des cultures aboutissant à de nouveaux courants littéraires, certains trouveront peut-être leurs lettres de noblesse, comme la science-fiction. L'influence des nouvelles technologies est en train de mener à un rapprochement entre la littérature, les autres formes d'art et les technologies de l'information, dans de nouvelles directions. Il y a un accroissement des possibilités d'expression et d'édition, comme on le voit avec la cyberédition et les blogs ou les réseaux sociaux.
La littérature de ce début de siècle est également hantée par le « je », première personne du singulier. Les auteurs tendent ainsi à donner plus de force, de vie à leurs histoires, leurs personnages. Le genre du « roman de gare » se développe également, notamment en France et aux États-Unis ; la littérature africaine traite, quant à elle, des sujets tels la place de la femme, la tyrannie, le regard sur l’autre (l'Occident).
En ce début de XXIe siècle, le concept d'« avant-gardes » a considérablement évolué.
Il y a également une émergence des nouvelles technologies numériques dans les pratiques artistiques et littéraires et apparition de nouveaux types d'écriture transversales mêlant poésie, philosophie, théâtre et proses diverses.
Si les évolutions à l'œuvre dans la société inspirent les écrivains du début du siècle, ces derniers restent hantés par les expériences dramatiques du XXe siècle, comme le montrent par exemple le succès des Bienveillantes de Jonathan Littell et les romans de Bret Easton Ellis.

## Engagement / désengagement
Les crises économiques, politiques et sociales de la France contemporaine – exclusion, immigration, chômage, racisme, etc. – et l’idée de certains que la montée de l’hégémonie américaine et de l’Europe, et la mondialisation, ont fait perdre à la France son sens de l’identité et son prestige international, a donné lieu à ce que certains critiques, comme Nancy Huston, ont considéré comme une nouvelle forme de nihilisme détaché, qui n’est pas sans rappeler celui des années 1950 et 1960 chez un Beckett ou un Cioran. Le plus connu de ces auteurs est Michel Houellebecq, dont les Particules élémentaires (1998) a constitué un phénomène international majeur. Ces tendances ont également été la cible d’attaques. Dans un de ses essais, Nancy Huston a critiqué Houellebecq pour son nihilisme et s’est livrée à une censure acerbe de ses romans, dans sa propre œuvre, Professeurs de désespoir (2004).
Bien que le contexte social et politique contemporain transparaisse au travers des ouvrages récents, la littérature française écrite des dernières décennies s'est dans l’ensemble désengagée de la discussion politique explicite (contrairement aux auteurs des années 1930 à 1940 ou de la génération de 1968) pour mettre l’accent sur l’intime et l’anecdotique. Elle a tendu à ne plus se considérer comme moyen de critique ou de transformation du monde, à quelques exceptions notables (comme Michel Houellebecq ou Maurice G. Dantec).
D’autres auteurs contemporains (comme Christine Angot) ont renouvelé consciemment le roman avec le processus d’« autofiction », inventé par Serge Doubrovsky en 1977. Cette sorte de nouvelle autobiographie romancée n’est pas sans rappeler l’écriture des romantiques au XIXe siècle. Quelques autres auteurs peuvent être perçus comme appartenant vaguement à ce groupe : Alice Ferney, Annie Ernaux, Olivia Rosenthal, Anne Wiazemsky et Vassilis Alexakis. Dans la même veine, La Vie sexuelle de Catherine M. de Catherine Millet (2002) a fait couler beaucoup d’encre dans la presse pour son exploration décomplexée des expériences sexuelles de son auteure.
Nombre des œuvres en français les plus saluées au cours des dernières décennies sont dues à la plume d’écrivains originaires des anciennes colonies françaises ou des territoires d'outre-mer. Cette littérature francophone comprend les romans de l'Ivoirien Ahmadou Kourouma, du Marocain Tahar ben Jelloun, du Martiniquais Patrick Chamoiseau, du Libanais Amin Maalouf, du Tunisien Mehdi Belhaj Kacem,  de l'Algérienne Assia Djebar (Académie française), des Algériens Boualem Sansal et Kamel Daoud. Au nombre des auteurs contemporains, on relève également : Laurent Binet, Jonathan Littell, David Foenkinos, Jean-Michel Espitallier, Christophe Tarkos, Olivier Cadiot, Chloé Delaume, Patrick Bouvet, Charles Pennequin, Nathalie Quintane, Frédéric-Yves Jeannet, Nina Bouraoui, Arno Bertina, Édouard Levé, Christophe Fiat et Tristan Garcia.
Le prix Nobel de littérature a été attribué aux écrivains français suivants : Gao Xingjian en 2000, Jean-Marie Gustave Le Clézio en 2008, Patrick Modiano en 2014 et Annie Ernaux en 2022.

### Catégories
- Dramaturges français du XXIe siècle, Dramaturges françaises du XXIe siècle
- Essayistes français du XXIe siècle, Essayistes françaises du XXIe siècle
- Nouvellistes français du XXIe siècle, Nouvellistes françaises du XXIe siècle
- Poètes français du XXIe siècle, Poétesses françaises du XXIe siècle
- Romanciers français du XXIe siècle, Romancières françaises du XXIe siècle
- Épistoliers du XXIe siècle, Épistolières du XXIe siècle
- Auteurs (H/F) français de littérature d'enfance et de jeunesse
- XXIe siècle au théâtre, Pièces de théâtre du XXIe siècle